# جامع الرواس
المسجد الجامع أو جامع صلالة الوسطى ويقال له محليا جامع الرواس في عُمان هو مسجد من أقدم المساجد في صلالة. تقام في المسجد المحاضرات والاجتماعات. كانت تحل في الجامع المشاكل القبلية، وهو المسجد الجامع لقبيلة الرواس الكثيرية. بُنِيَ المسجد عام 1221هـ الموافق 1800م، على نفقة رواس بن بدر بن محمد بن فاضل الكثيري. تمت إعادة بناء المسجد في عهد السلطان قابوس بن سعيد على نفقته الخاصة عام 1400هـ الموافق 1980. ويقع المسجد في منطقة صلالة الوسطى في محافظة ظفار.